# Parijs-Roubaix 2025
Parijs-Roubaix 2025, de belangrijkste kasseienklassieker van het wielrennen op de weg, vond plaats in het weekend van 12 en 13 april. De vrouwen reden hun vijfde editie op zaterdag en de mannen hun 122e editie op zondag. De wedstrijd is onderdeel van de UCI Women's World Tour 2025 voor vrouwen en de UCI World Tour 2025 voor mannen.

## Mannen
De 122e editie van Parijs-Roubaix werd gewonnen door de Nederlander Mathieu van der Poel; hij wist voor het derde jaar op rij te winnen. Wereldkampioen Tadej Pogačar werd tweede.
De deelnemende ploegen waren:

### Uitslag
| Plaats  | Naam                 | Ploeg                           | Tijd     |
| ------- | -------------------- | ------------------------------- | -------- |
| Winnaar | Mathieu van der Poel | Alpecin-Deceuninck              | 5u31'27" |
| 2       | Tadej Pogačar        | UAE Team Emirates-XRG           | + 1'18"  |
| 3       | Mads Pedersen        | Lidl-Trek                       | + 2'11"  |
| 4       | Wout van Aert        | Team Visma\|Lease a Bike        | z.t.     |
| 5       | Florian Vermeersch   | UAE Team Emirates-XRG           | z.t.     |
| 6       | Jonas Rutsch         | Intermarché-Wanty               | + 3'46"  |
| 7       | Stefan Bissegger     | Decathlon AG2R La Mondiale Team | z.t.     |
| 8       | Markus Hoelgaard     | Uno-X Mobility                  | z.t.     |
| 9       | Fred Wright          | Bahrain Victorious              | + 4'35"  |
| 10      | Laurenz Rex          | Intermarché-Wanty               | + 4'36"  |
| 11      | Jasper Philipsen     | Alpecin-Deceuninck              | + 4'38"  |
| 12      | Marco Haller         | Tudor Pro Cycling Team          | + 4'43"  |
| 13      | Filippo Ganna        | INEOS Grenadiers                | + 4'45"  |
| 14      | Madis Mihkels        | EF Education-EasyPost           | z.t.     |
| 15      | Biniam Girmay        | Intermarché-Wanty               | z.t.     |
| 16      | Mike Teunissen       | XDS Astana Team                 | z.t.     |
| 17      | Daan Hoole           | Lidl-Trek                       | z.t.     |
| 18      | Mick van Dijke       | Red Bull-BORA-hansgrohe         | z.t.     |
| 19      | Marius Mayrhofer     | Tudor Pro Cycling Team          | z.t.     |
| 20      | Taco van der Hoorn   | Intermarché-Wanty               | z.t.     |

## Vrouwen
De vijfde editie van Parijs-Roubaix voor vrouwen (officieel: Paris-Roubaix Femmes avec Zwift)  werd verreden op zaterdag 12 april 2025. De start was net als de voorgaande jaren in Denain. Deze editie werd gewonnen door de Française Pauline Ferrand-Prévot.
De deelnemende ploegen waren:

### Uitslag
| Plaats  | Naam                      | Ploeg                    | Tijd     |
| ------- | ------------------------- | ------------------------ | -------- |
| Winnaar | Pauline Ferrand-Prévot    | Team Visma\|Lease a Bike | 3u40'07" |
| 2       | Letizia Borghesi          | EF Education-Oatly       | + 58"    |
| 3       | Lorena Wiebes             | Team SD Worx-Protime     | + 1'01"  |
| 4       | Marianne Vos              | Team Visma\|Lease a Bike | z.t.     |
| 5       | Alison Jackson            | EF Education-Oatly       | z.t.     |
| 6       | Maria Giulia Confalonieri | Uno-X Mobility           | z.t.     |
| 7       | Elise Chabbey             | FDJ-SUEZ                 | + 1'04"  |
| 8       | Chloé Dygert              | CANYON//SRAM zondacrypto | + 1'06"  |
| 9       | Elisa Balsamo             | Lidl-Trek                | + 1'21"  |
| 10      | Chiara Consonni           | CANYON//SRAM zondacrypto | z.t.     |
| 11      | Jelena Erić               | Movistar Team            | z.t.     |
| 12      | Lotte Kopecky             | Team SD Worx-Protime     | + 2'04"  |
| 13      | Pfeiffer Georgi           | Team Picnic PostNL       | + 2'12"  |
| 14      | Emma Norsgaard            | Lidl-Trek                | z.t.     |
| 15      | Zoe Bäckstedt             | CANYON//SRAM zondacrypto | + 2'16"  |
| 16      | Romy Kasper               | Human Powered Health     | + 2'50"  |
| 17      | Sophie von Berswordt      | Team Visma\|Lease a Bike | + 3'23"  |
| 18      | Lara Gillespie            | UAE Team ADQ             | + 3'26"  |
| 19      | Jade Wiel                 | FDJ-SUEZ                 | + 3'31"  |
| 20      | Ellen van Dijk            | Lidl-Trek                | + 4'42"  |

1896 · 
1897 · 
1898 · 
1899 · 
1900 · 
1901 · 
1902 · 
1903 · 
1904 · 
1905 · 
1906 · 
1907 · 
1908 · 
1909 · 
1910 · 
1911 · 
1912 · 
1913 · 
1914 · 
1915 · 
1916 · 
1917 · 
1918 · 
1919 · 
1920 · 
1921 · 
1922 · 
1923 · 
1924 · 
1925 · 
1926 · 
1927 · 
1928 · 
1929 · 
1930 · 
1931 · 
1932 · 
1933 · 
1934 · 
1935 · 
1936 · 
1937 · 
1938 · 
1939 · 
1940 · 
1941 · 
1942 · 
1943 · 
1944 · 
1945 · 
1946 · 
1947 · 
1948 · 
1949 · 
1950 · 
1951 · 
1952 · 
1953 · 
1954 · 
1955 · 
1956 · 
1957 · 
1958 · 
1959 · 
1960 · 
1961 · 
1962 · 
1963 · 
1964 · 
1965 · 
1966 · 
1967 · 
1968 · 
1969 · 
1970 · 
1971 · 
1972 · 
1973 · 
1974 · 
1975 · 
1976 · 
1977 · 
1978 · 
1979 · 
1980 · 
1981 · 
1982 · 
1983 · 
1984 · 
1985 · 
1986 · 
1987 · 
1988 · 
1989 · 
1990 · 
1991 · 
1992 · 
1993 · 
1994 · 
1995 · 
1996 · 
1997 · 
1998 · 
1999 · 
2000 · 
2001 · 
2002 · 
2003 · 
2004 · 
2005 · 
2006 · 
2007 · 
2008 · 
2009 · 
2010 · 
2011 ·
2012 · 
2013 ·
2014 ·
2015 ·
2016 ·
2017 ·
2018 ·
2019 ·
2020 · 
2021 · 
2022 · 
2023 · 
2024 · 
2025
Tour Down Under ·
Great Ocean Road Race ·
Ronde van de Verenigde Arabische Emiraten ·
Omloop Het Nieuwsblad ·
Strade Bianche ·
Parijs-Nice · 
Tirreno-Adriatico · 
Milaan-San Remo ·
Ronde van Catalonië ·
Classic Brugge-De Panne ·
E3 Saxo Classic ·
Gent-Wevelgem ·
Dwars door Vlaanderen ·
Ronde van Vlaanderen ·
Ronde van het Baskenland ·
Parijs-Roubaix ·
Amstel Gold Race ·
Waalse Pijl ·
Luik-Bastenaken-Luik ·
Ronde van Romandië ·
Eschborn-Frankfurt ·
Ronde van Italië ·
Critérium du Dauphiné ·
Ronde van Zwitserland ·
Copenhagen Sprint · 
Ronde van Frankrijk ·
Clásica San Sebastián ·
Ronde van Polen ·
Cyclassics Hamburg ·
Renewi Tour ·
Ronde van Spanje ·
Bretagne Classic ·
GP van Quebec ·
GP van Montreal ·
Ronde van Lombardije ·
Ronde van Guangxi
Tour Down Under ·
Cadel Evans Great Ocean Road Race ·
Ronde van de Verenigde Arabische Emiraten ·
Omloop Het Nieuwsblad ·
Strade Bianche ·
Trofeo Alfredo Binda-Comune di Cittiglio ·
Milaan-San Remo ·
Brugge-De Panne ·
Gent-Wevelgem ·
Ronde van Vlaanderen ·
Parijs-Roubaix ·
Amstel Gold Race ·
Waalse Pijl ·
Luik-Bastenaken-Luik ·
Ronde van Spanje ·
Ronde van het Baskenland ·
Ronde van Burgos ·
Ronde van Groot-Brittannië ·
Ronde van Zwitserland ·
Copenhagen Sprint · 
Ronde van Italië ·
Ronde van Frankrijk ·
Ronde van Romandië ·
Ronde van Scandinavië ·
GP de Plouay-Bretagne ·
Simac Ladies Tour ·
Ronde van Chongming ·
Ronde van Guangxi